# Sven Salén

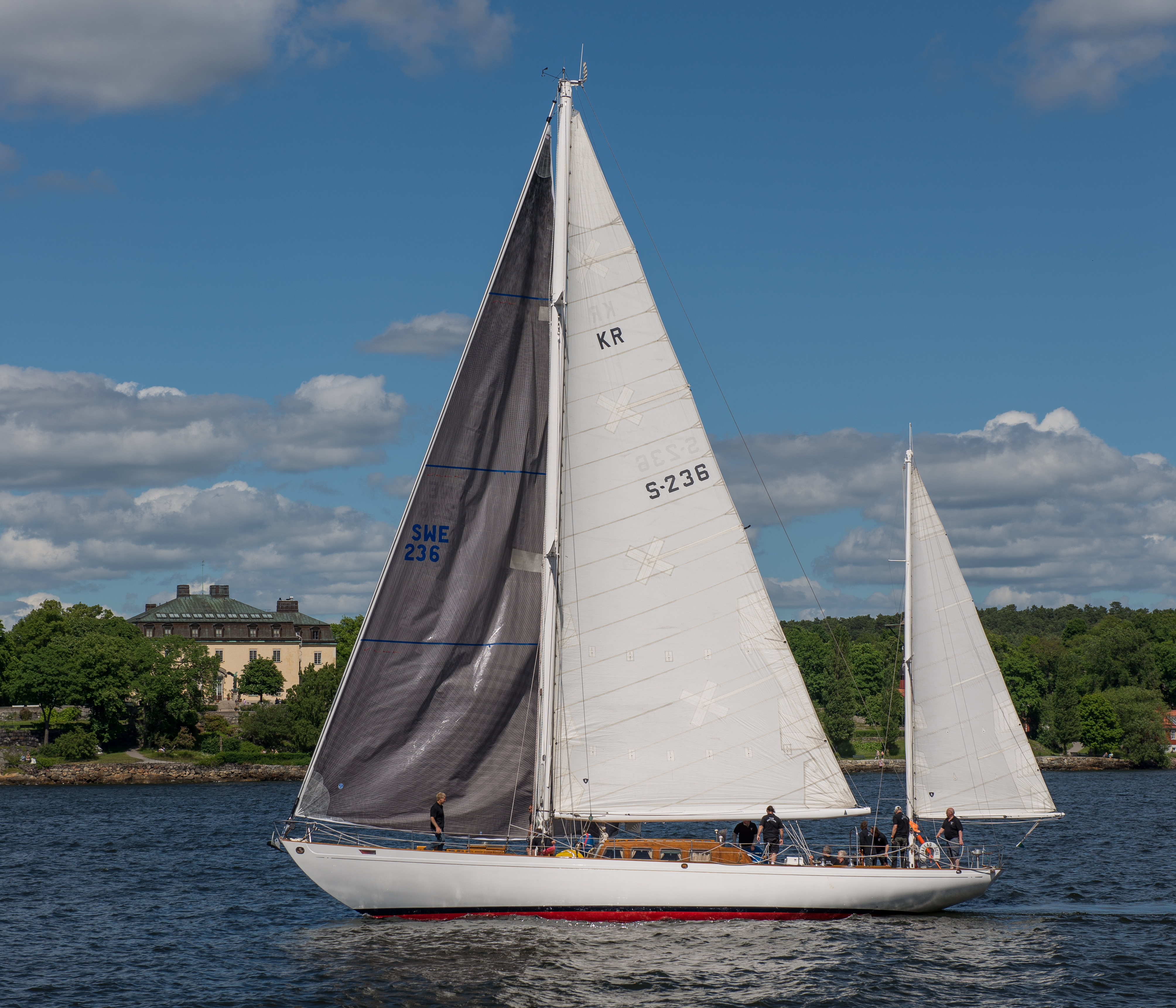
S/Y Ballad, byggt på Neglingevarvet 1950 och köpt av Sven Salén 1962.

Sven Gustaf Salén, född 7 november 1890 i Borås, död 29 oktober 1969 på Kungsholmen i Stockholm, var en svensk redare, kappseglare, sångare och kompositör.

## Biografier
Salén var son till häradsskrivaren Axel Mauritz Salén och Zelma Wilhelmina Åhlin. Salén avlade studentexamen i Skara 1909, gick ut Göteborgs Handelsinstitut 1910 och bedrev utländska språk- och yrkesstudier 1911–12. Han gifte sig 1931 med Dagmar Salén (1901–1980), född Mörner, och var far till Sven H. Salén.och Christer Salén.
Sven Salén var grundare av Salénrederierna AB, som han även var verkställande direktör för 1922–1962. Han var även verkställande direktör för Rederiaktiebolaget Jamaica, Westindia, Strim samt Sven Salén AB. Salén var ordförande i styrelsen för AB Banan-Kompaniet, AB Ekensbergs Varv, AB Telektron, Eau de Cologne & Parfymerifabriken no 4711 Ferd. Mülhens AB samt AB Fruktcentralen. Han var styrelseledamot för Salén & Wicander AB, AB A Wiklund, AB Meropa, Atlas Resebureau AB, Mo och Domsjö AB, Sjöförsäkrings AB Ägir samt i Ömsesidiga Olycksfallsförsäkringsbolaget land och Sjö. Sven Salén var vice ordförande i Sveriges Redareförening samt i Handelsflottans Välfärdsråd. Han var styrelseledamot i Sveriges Allmänna Exportförening, ordförande i Skid- och Friluftsfrämjandet, vice ordförande i Svenska Skidförbundet samt ordförande i Svenska Seglarförbundet. Salén var Finlands generalkonsul under flera år.  
Han var även framgångsrik kappseglare med bland annat ett OS-brons 1936 i sexmetersklassen. År 1927 vann han Gold Cup i Oyster Bay med båten May-be och tilldelades också Svenska Dagbladets guldmedalj (Salén fick 6 000 röster av 20 400 inlämnade). Samma år uppfann han genuan inför Coppa Tirreno som seglades i Genuabukten.
Sven Salén grundade tillsammans med Evert Taube och borgmästare Gunnar Fant Samfundet Visans vänner och han var under många år dess preses. Han lade tillsammans med Ulf Peder Olrog grunden till Svenskt visarkiv, numera en statlig institution och vktig källa till kunskapen om den svenska visan. Sven Salén sjöng själv till luta eller gitarr och skrev också egna visor.
Salén var ordförande i Friluftsfrämjandet från 1950 och många år framåt.
Sven Salén ligger begraven på Ingarö kyrkogård öster om Stockholm.